# La Torre (tarot)

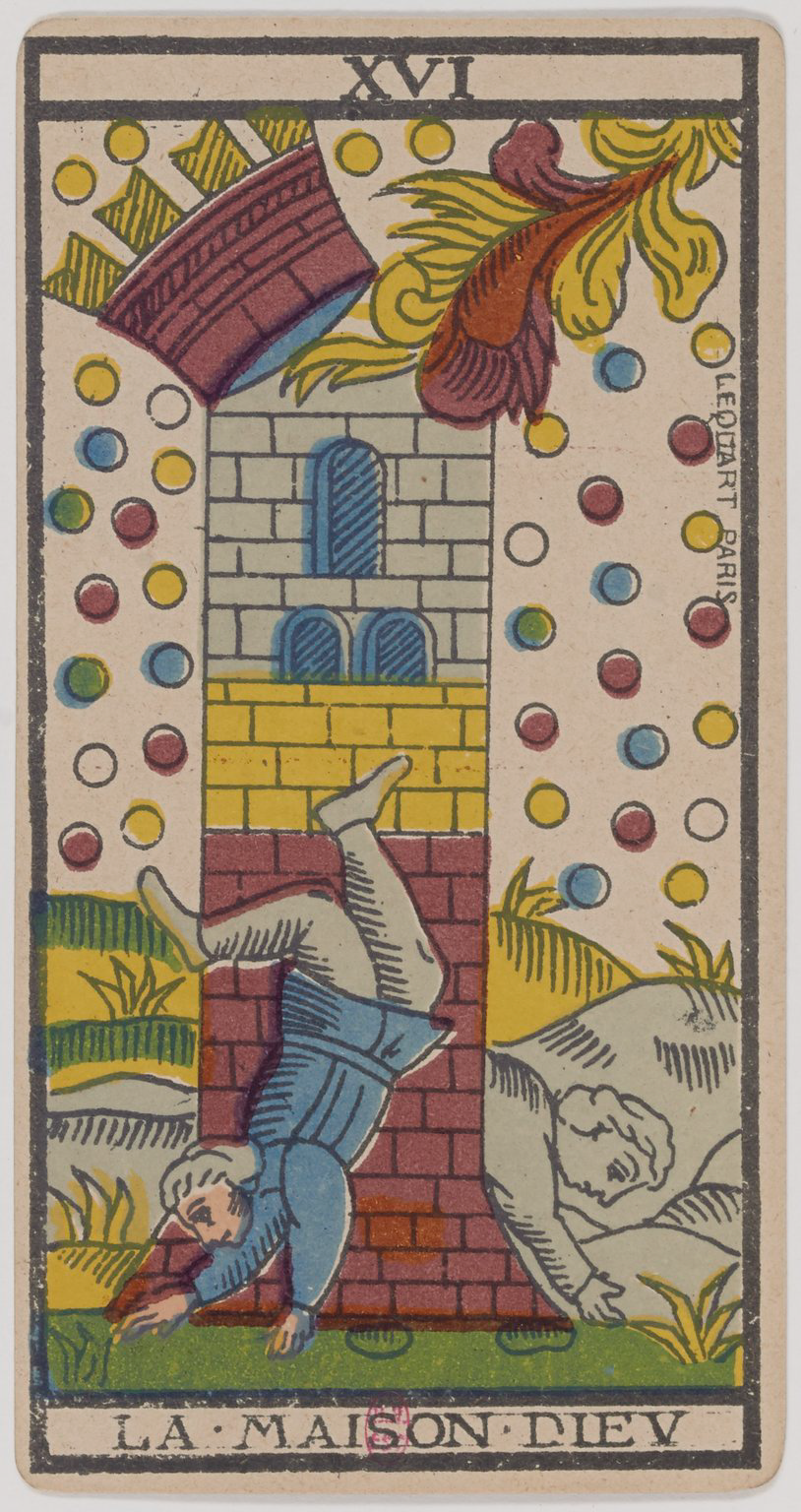
La Torre, el setzè arcà major del Tarot de Marsella

La Torre (XVI) és el setzè trumfo o Arcà major en les baralles de tarot i s'utilitza tant per als jocs populars de tarot com en la cartomància.
El seu nom i el seu disseny canvien considerablement segons l'època i el lloc on és impresa. Així, en la tradició marsellesa se la coneix també com La Maison Dieu (que es podria traduir del francès com "la casa de Déu"), mentre que la tradició belga la identifica com La Foudre o La Fouldre ("el llamp").

## Història

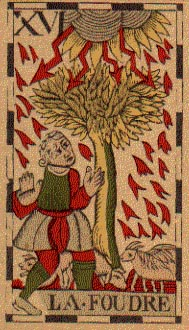
Tarot belga mostra un arbre colpejat per un llamp.

Aquesta carta segueix immediatament a la del Diable, i sempre és associada amb el canvi sobtat, disrupció, revelació i canvi potencialment destructiu. Algunes baralles primerenques, com la Visconti-Sforza, no la contenen (o no s'han conservat fins avui), i algunes variants de jocs populars de tarot l'ometen.
En totes les baralles més antigues que es conserven es pot trobar la carta de la Torre. En aquestes baralles la carta canvia sovint de nom i disseny. En la baralla de Minchiate, la imatge normalment mostra dues persones despullades o escassament vestides fugint per una porta oberta del que sembla un edifici en flames. En alguns tarots belgues i el tarot de Jacques Viéville, del segle xvii, la carta és anomenada La Foudre o La Fouldre (el llamp) i mostra un arbre essent impactat per un llamp. En el Tarot de París (segle XVII), la imatge mostra al Diable fent sonar els seus tambors davant el que sembla la boca de l'infern (La carta continua portant per nom La Fouldre, tot i que no hi surti el llamp). El Tarot de Marsella combina aquests dos conceptes, mostrant una torre en flames impactada per un llamp que cau del cel i que esmicola la seva secció superior. Dos homes cauen cap a terra amb les mans esteses. La versió d'A.E. Waite es basa precisament en el disseny marsellès, reemplaçant les bolles amb petites llengües de foc en forma de la lletra hebrea iod.

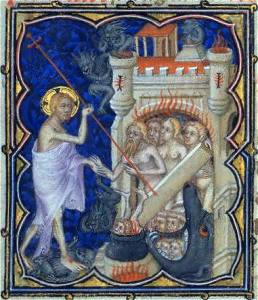
En aquesta miniatura de la davallada de Crist als inferns, Jesús esbuca l'ardent porta de la torre de l'infern per a alliberar els morts virtuosos dels llimbs. La promulgació d'aquesta escena en el teatre religiós pot haver inspirat la imatge de la carta de La Torre

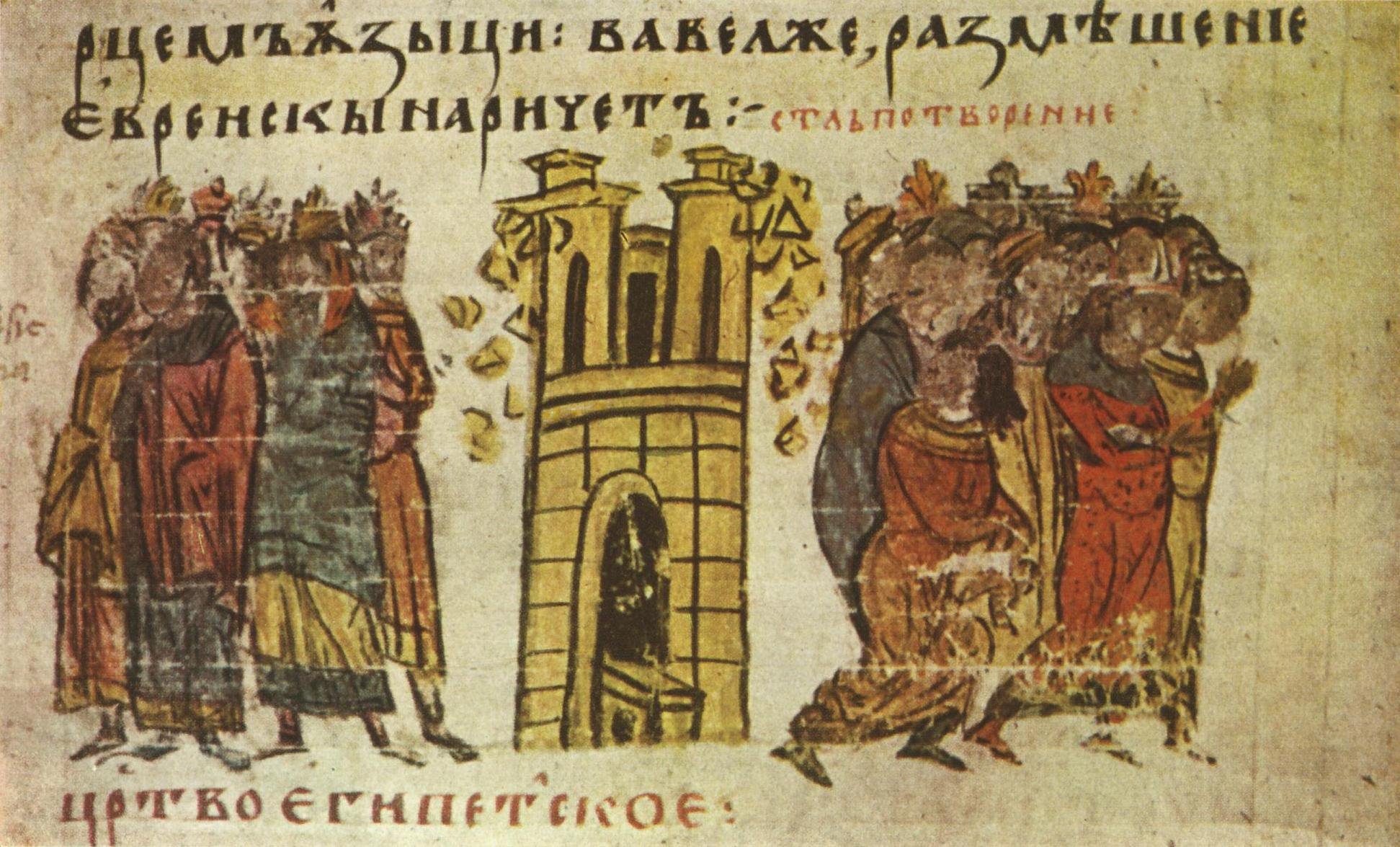
La destrucció de la torre de Babel apareix descrita en aquest manuscrit búlgar.

Amb la popularització del model marsellès, la imatge característica d'aquesta carta és la d'una torre de tres finestres essent colpejada amb violència per un llamp que cau del cel, expulsant als seus habitants que cauen cap a terra (només el cos d'un d'ells es pot veure completament, l'altre roman mig amagat rere l'estructura), envoltats per espires de colors o bé gotes d'aigua. A la part superior, una corona és separada de la resta de l'estructura per l'impacte
En aquesta figura apareix per primer cop una construcció arquitectònica (més endavant en tornarem trobar als arcans XVIII i XIX). Es tracta aquí del món visible o material en el qual s'encarna el món invisible o espiritual.

## Interpretació
Segons Couste, la imatge d'un home precipitant-se al buit des del cim d'una torre és una de les més remotes al·legories que es coneixen per a representar l'orgull, fet que ha duit a vàries hipòtesis sobre a què fa referència. Alguns autors, per exemple, la identifiquen amb la Torre de Babel i el càstig que causà la vanitat dels humans; d'altres, ho relacionen amb el procés contra l'Ordre del Temple i la seva vertiginosa caiguda (contemporània als imaginaires que compongueren el Tarot). Sigui com sigui el missatge d'aquestes referències és sempre el mateix: el càstig diví cap a l'orgull i l'excés de confiança. Per la seva banda, Papus remet a la caiguda d'Adam i Eva, la seva expulsió del Paradís, ja que per a ell la caiguda és el significat principal de l'arcà i, de fet, la baralla del Minchiate també la representa amb aquest motiu.
Altres significats associats a aquest arcà son el de caiguda, perill, catàstrofe, canvis bruscs i destrucció, però també alliberament i, en general, tot el que impliqui sortir de manera brusca de la zona de confort.
Per altra banda, Jodorowsky fa notar que el seu nom en francès (La Maison Dieu), no s'hauria de traduir, com s'ha fet sempre, "La Casa de Déu", sinó com a "La Casa Déu". Segons ell «la torre és el nostre cos, i tot ell conté la divinitat», d'aquesta manera, segons l'autor els homes no cauen, sinó ascendeixen cap a la il·luminació que rau en les altures, amb el cap i la mirada cap a la terra de la que provenen.
També A. E. Waite defuig les connotacions tradicionalment negatives d'aquest arcà per a parlar de la destrucció necessària del que és vell per tal de poder créixer i avançar, tot i que no sempre és fàcil. En aquest sentit la equipara a l'Arcà XIII, en el sentit de que representa un final, però també un principi. De fet, aquest arcà pot vincular-se en certa manera a alguns altres, a més de l'Arcà XIII. En primer lloc les figures humanes apareixen cap per avall, com El Penjat, element que remet al seu estat d'il·luminat (en línia amb la postura de Jodorowsky). Per altra banda, les dues figures humanes bé podrien ser una progressió més humanitzada dels dimonions de la carta immediatament anterior (el Diable), alliberats de les seves cadenes i expulsats de la protecció del seu senyor. En aquest cas, la sortida (normalment traumàtica) de la zona de confort enllaçaria amb un dels significats clàssics de La Torre.
| Precedit per: El Diable (XV) | Arcans majors del Tarot | Succeït per: L'Estrella (XVII) |

La Torre (XVI)
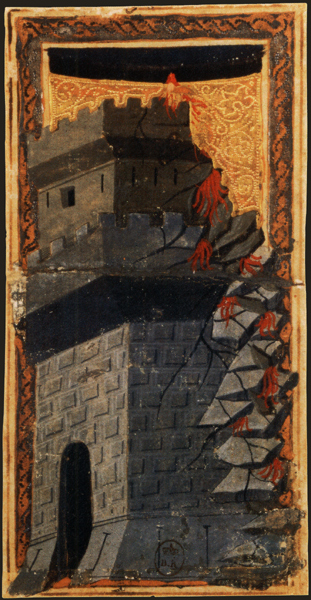
Baralla de Carles VI, segle XV.
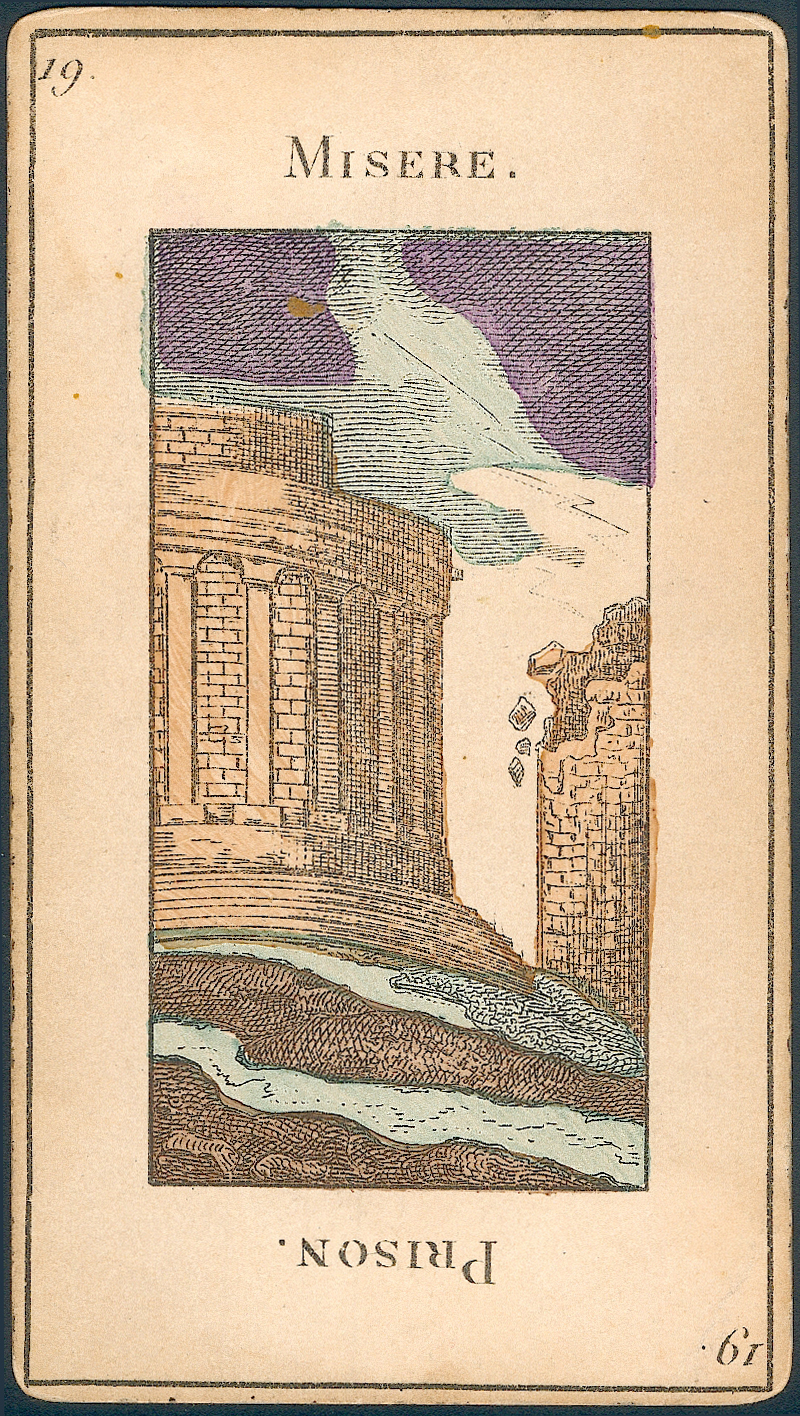
Tarot d'Etteilla, cap a 1890.
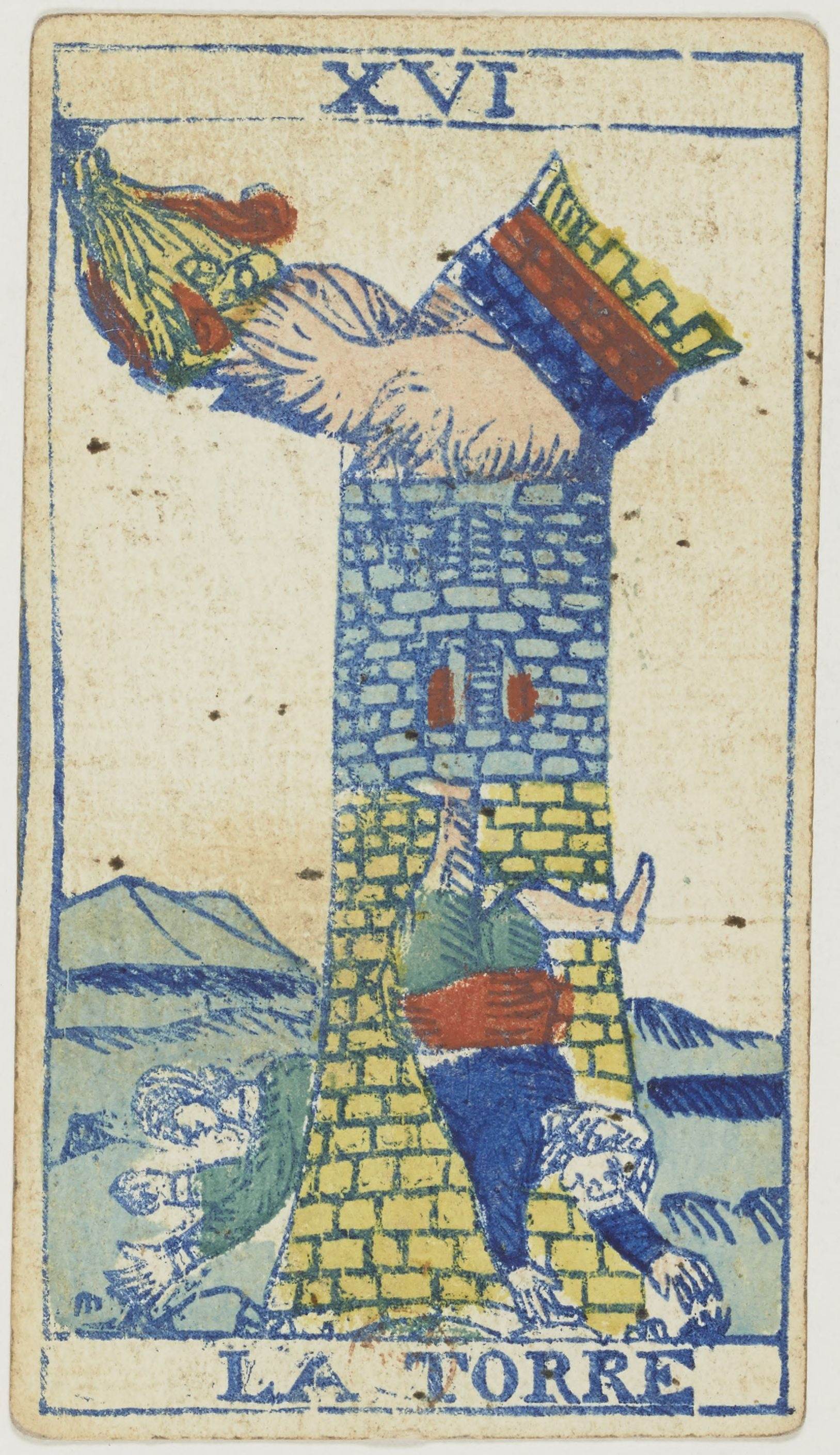
Tarot Piemontès, 1865.
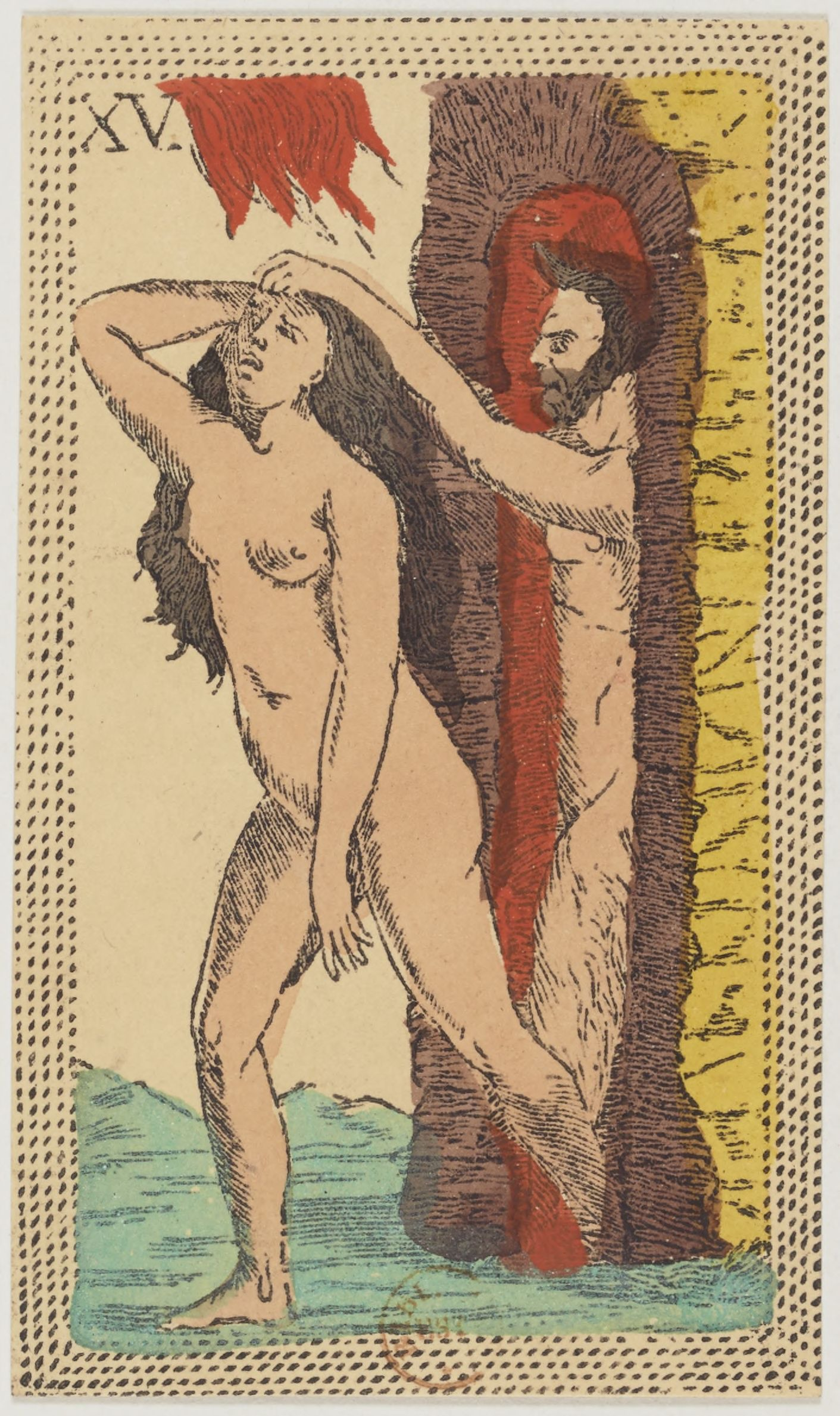
Baralla de Minchiate, Florence, 1860-1890.
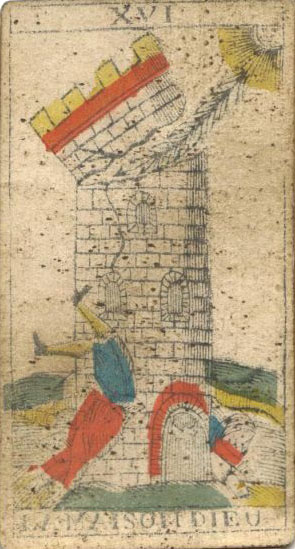
Tarot de Besançon, s.XIX.
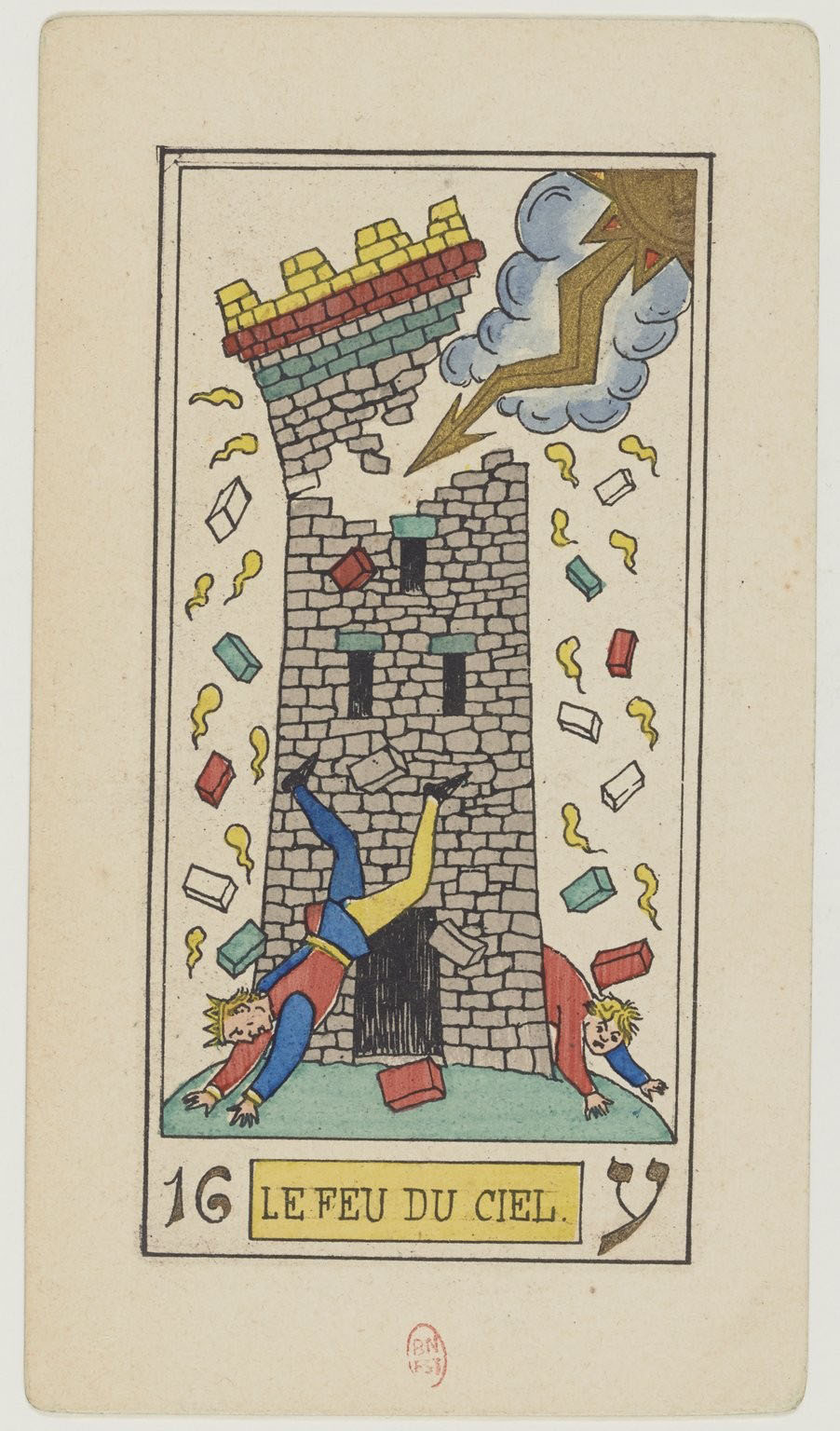
Tarot d'Oswald Wirth, 1889.
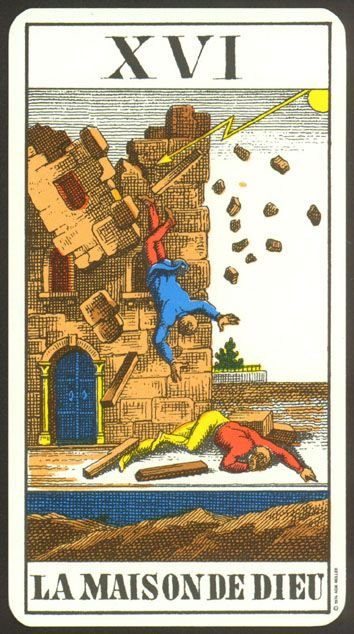
Tarot 1JJ, entre 1831 i 1838.
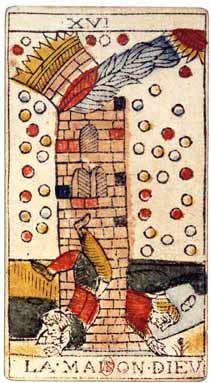
Tarot de Jean Dodal, entre 1701 i 1715.
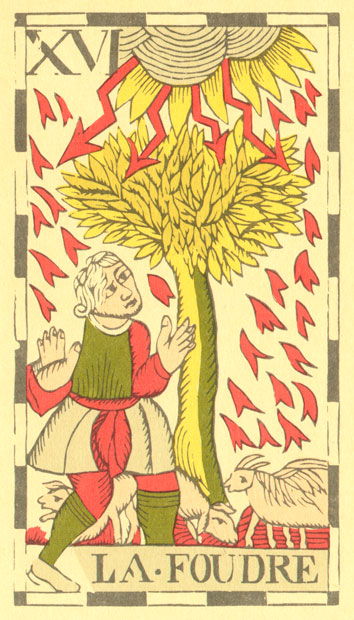
Tarot Flamand, 1780.
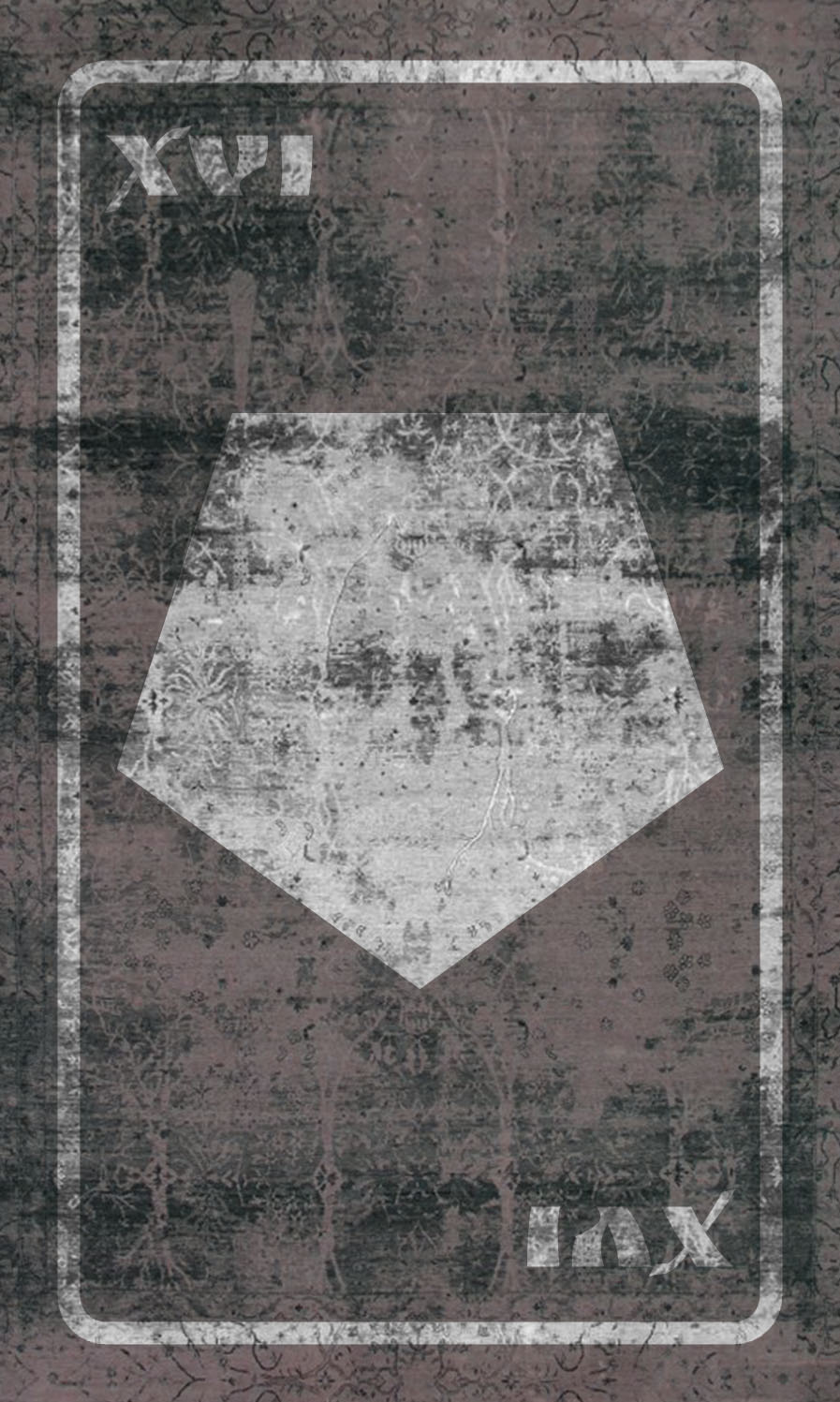
Tarot Satànic, 1996.
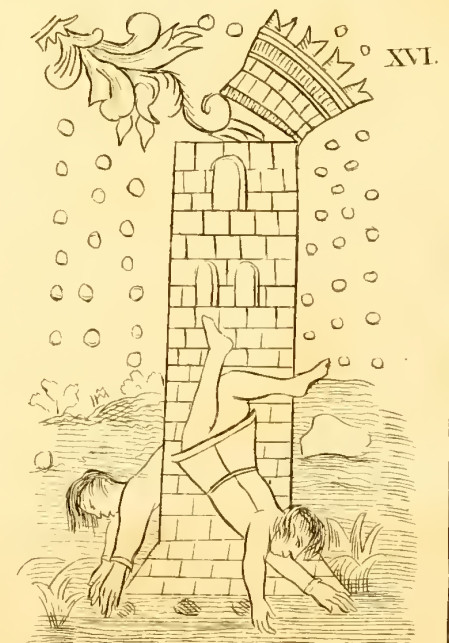
Disseny del trumfo del tarot d'Antoine Court de Gébelin per al seu assaig Du Jeu des Tarots, 1781.
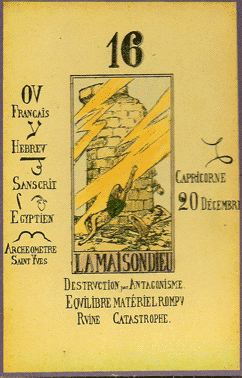
Disseny de l'arcà per al llibre de Papus Le Tarot Divinatoire. Le Livre des Mystères et les Mystères du Livre. Clef du tirage des cartes et des sorts. Avec la reconstitution complète des 78 lames du Tarot Égyptien et de la méthode d'interprétation. Les 22 arcanes majeurs et les 56 arcanes mineurs (1909).